# Dr. Antonio Agostinho Neto Square
Der Dr. Antonio Agostinho Neto Square (bis 4. Mai 2018 Ausspannplatz) ist ein zentraler Platz in Windhoek, Namibia. Er wurde nach dem ehemaligen angolanischen Präsidenten Agostinho Neto benannt. Der Platz befindet sich am südlichen Ende der Independence Avenue im Stadtzentrum (Windhoek-Zentral), an der gleichnamigen Straße und dem gleichnamigen Park.

## Geschichte
Der (südliche) Ausspannplatz entstand Ende des 19. Jahrhunderts auf einer ebenen Fläche am südlichen Ende der damaligen Stadt als Platz, an dem die Zugtiere von den damals gebräuchlichen Ochsen-, Esel- oder Pferdegespannen oder Kutschen ein- und „ausgespannt“ sowie verpflegt wurden; auf dem damals weitgehend freien Feld wurden die Viehgespanne auch abgestellt. Das Ausspannen der Tiere nach einer mühseligen Reise prägte den Namen des Ortes.

## Heutiges Erscheinungsbild
Heute ist der Dr. Antonio Agostinho Neto Square ein großer Kreisverkehr, an dem die Independence Avenue in den Jan Jonker Weg und die Rehobother Road überführt wird. Die Mitte des Platzes bildet eine große versiegelte Verkehrsinsel, auf der sich ein Gerüst mit zu drei Seiten montierten City-Light-Boards befindet, die weithin sichtbar sind. Am unteren Ende dieser Tafeln war bis Mitte der 2000er Jahre aus allen Richtungen der Schriftzug „Ausspannplatz“ zu lesen. Für Fußgänger ist diese Fläche nicht erreichbar.
Am Platz befindet sich eine Filiale der namibischen Post (Nampost). Zudem ist unweit hiervon, am „Agostinho Neto Park“ und in der gleichnamigen Straße, die Botschaft Angolas zu finden.